# Canal do Mangue
 (août 2024).

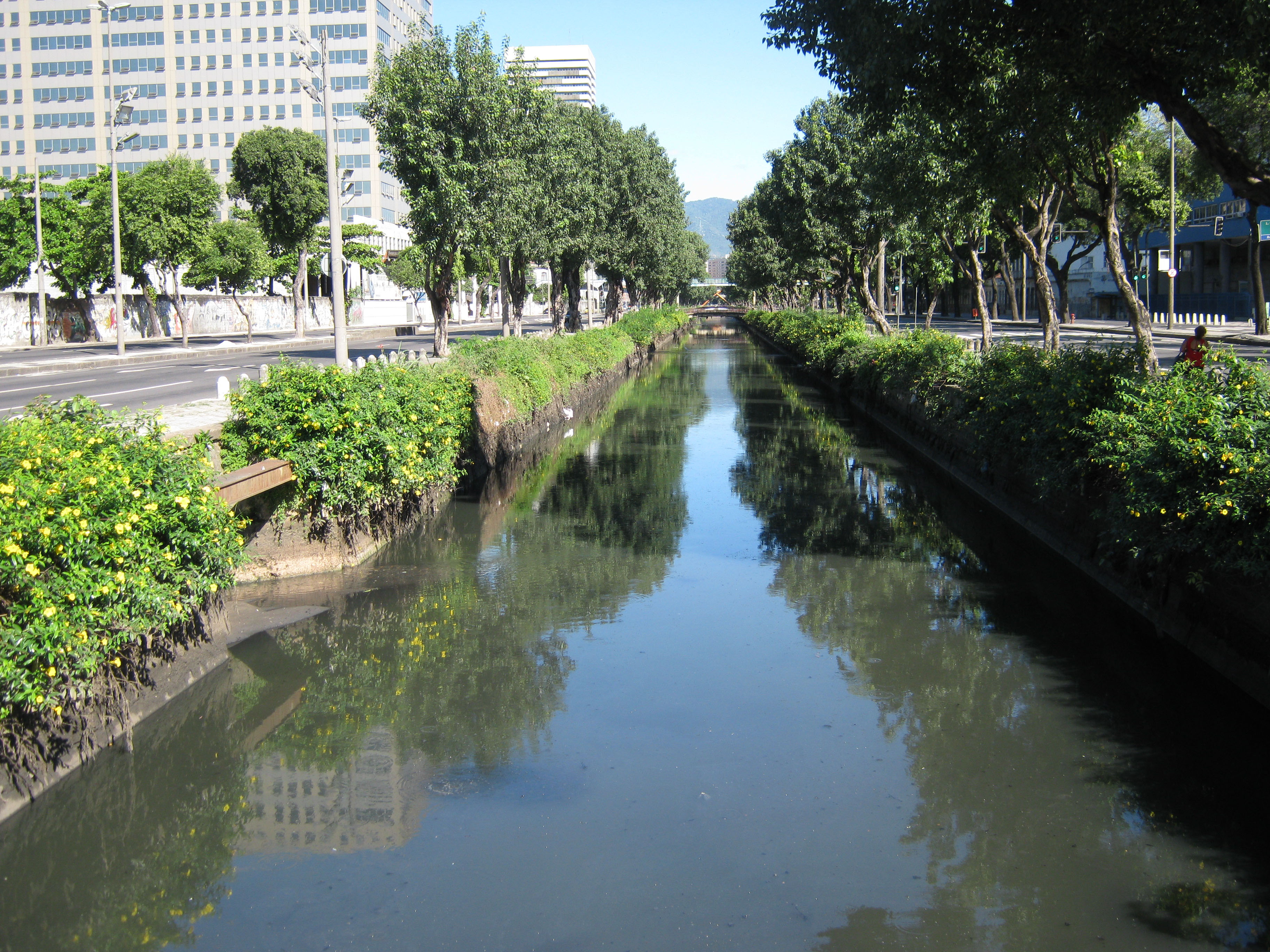
Section du Canal do Mangue sur l'Avenida Presidente Vargas.

Le canal do Mangue est un canal situé dans la Zona Central de la ville de Rio de Janeiro. Il est bordé par l'Avenida Francisco Bicalho, dans le quartier de Santo Cristo, et par l'Avenida Presidente Vargas, dans le quartier de Cidade Nova.
Depuis de nombreuses années, les eaux usées des quartiers environnants sont déversées directement dans le canal. Afin de capter ces eaux usées, le collecteur principal de Cidade Nova est en construction, qui comportera un total de 4,2 km de canalisations. Les eaux usées seront collectées dans une partie des quartiers suivants : Catumbi, Centro, Cidade Nova, Estácio, Rio Comprido et Santa Teresa.

## Histoire

Projet d'aménagement du canal do Mangue, de 1875 (Archives nationales).

Jusqu'au XIXe siècle, dans la zone où se trouve aujourd'hui le quartier de Cidade Nova, il y avait une immense forêt de mangrove appelée Mangue de São Diogo. En 1835, le gouvernement impérial décide de nettoyer la zone de mangrove ; À l'époque, il était prévu de construire un canal étroit afin de recevoir l'eau de pluie et l'eau des ruisseaux qui coulaient à proximité.
Les travaux du canal do Mangue commencèrent en 1857, année où Irineu Evangelista de Sousa, baron de Mauá, obtint une concession pour la construction. Le canal a ouvert le 7 septembre 1860.

En 1952

Au XXe siècle, pendant le mandat du maire Pereira Passos, le Saco de São Cristóvão a été comblé en raison de la construction du port de Rio de Janeiro. Parallèlement à la décharge, le canal do Mangue a été agrandi le long de l'avenue Francisco Bicalho, de sorte qu'il continue de se jeter dans la baie de Guanabara.
Les travaux d'agrandissement ont été dirigés par Lauro Müller, alors ministre de l'Industrie, des Transports et des Travaux publics. Malgré la disparition de la décharge avec deux plages, l'extension du canal a mis fin aux crues constantes et aux inondations provoquées par le débit des rivières qui se jettent aujourd'hui dans le canal.